# Източен въпрос
Източният въпрос е условен термин, използван в науката, публицистиката и литературата, с който се обозначават противоречията между европейските Велики сили от края на XVIII век до Първата световна война, които са свързани с разпадането на Османската империя и съперничеството на европейските държави за подялбата на нейните територии и контрол на Балканите, в Мала Азия и Близкия изток.

## Фактори за поява
През втората половина на XVIII век Османската империя изпада в трайна вътрешнополитическа криза на т.нар. кърджалийство, която се отразява върху международното ѝ положение. Това съвпадна със зараждащото се на Балканския полуостров националноосвободително движение на балканските народи. Тези събития активизират политиката на страните, заинтересовани от отслабването на Османската империя и прогонването на турците от Европа. Въпросът за османското наследство е от изключителна значимост за Русия, която от началото на XVIII век неведнъж разширява териториите си за сметка на Османската държава. Поради това Руската империя става най-активен и значим фактор, от който в най-голяма степен зависи развитието на източния въпрос.
В резултат на успешните войни с Османската империя, през първата половина на XIX век Русия придобива все по-нарастващо влияние на Балканите и в Ориента. През този период западноевропейските държави не обръщат особено внимание на руската външна политика спрямо Високата порта, тъй като са заети с революционните процеси обхванали Европа след Френската революция. Към средата на века обаче европейските страни предприемат търговска експанзия в османските земи. Нарастващото руско влияние в Източното Средиземноморие застрашава икономическите интереси на Западна Европа и комуникациите на Великобритания с Индия. Влиянието на Русия на Балканите не се нрави и на Австрийската империя, която има апетити към някои балкански територии, сред които и Македония. Всичко това обяснява и причината поради която по-голямата част от европейските страни са негативно настроени спрямо балканските националноосвободителни движения. Поради това част от тях поемат курс към покровителство на Османската империя и запазване на целостта ѝ.
Политическите интереси, териториалните претенции и противоречия на държавите от Европа по т.нар. Източен въпрос са причина за разгръщането на нестабилност и остра политическа криза в региона. След Кримската война в средата на ХІХ век амбициите за политическо влияние и териториални претенции на Балканите нарастват и Източният въпрос, решаван донякъде с дипломатически и военни средства, се превръща в Източна криза с ясно изразени противостоящи страни.

## Развитие
Като политическо понятие източният въпрос се споменава за първи път на Веронския конгрес от 1822 г. състоял се по повод Гръцкото освободително въстание от 1821 – 1829 г. В своето развитие той преминава през няколко етапа. Най-ранният е свързан с балканските проекти на Екатерина II и началото на освободителните движения в Сърбия, Влашко, Молдова и Гърция. Втората фаза протича в периода до Кримската война, когато Русия налага своето влияние над Османската империя в резултат на Египетските кризи от 1833 – 1841 г. Това ускорява реформите в многонационалната държава и улеснява налагането на колективно влияние на всички Велики сили над нея. След загубата на Русия в Кримската война от 1853 – 1856 г. славянската държава престава да бъде главен фактор в източния въпрос. Тя преориентира външната си политика от агресивни методи срещу ислямската империя към културно и просветно влияние сред балканските народи, с цел подпомагане на националноосвободителните движения на Балканите.
През 60-те и 70-те години на XIX век българският народ изгражда свое националноосвободително движение, благодарение на действията на Георги Раковски, Любен Каравелов, Васил Левски, Христо Ботев, Стефан Стамболов и други български патриоти. То намира завършен вид с Априлското въстание от 1876 г. Жестоките репресивни методи на османската армия над въстаналото българско население и избиването на около 30 хил. българи, предизвиква бурни реакции сред обществеността в Европа. Това и редица други фактори от политически характер водят до поредната Руско-турска война от 1877 – 1878 г. След приключването ѝ по силата на Берлинския договор е създадено автономно Българско княжество, а Сърбия и Румъния получават независимост. Берлинският конгрес от 1878 г. стабилизира международното положение в Европа за период от 40 години.
Последната фаза от развитието на източния въпрос започнва с анексирането на Босна и Херцеговина от Австро-Унгария и обявяването на независимостта на България през 1908 г. Действията на Австро-Унгария изострят до крайност отношенията ѝ с Русия и се превърщат в допълнителна причина за присъединяването на Русия към Антантата през Първата световна война. В крайна сметка източният въпрос не е разрешен в полза на Русия поради резултатите от Първата световна война, които коренно променят международната обстановка и го премахват от дневния ред на европейската дипломация.